# Rosa María González Azcárraga
Rosa María González Azcárraga (12 de mayo de 1970) es una política mexicana, miembro del Partido Acción Nacional. Licenciada en Ciencias de la Comunicación por el Instituto Tecnológico y de Estudios Superiores de Monterrey.

## Carrera política
En 2018 fue invitada para encabezar la Secretaría de Deportes del municipio de Tampico por el entonces alcalde electo, Jesús Nader Nasrallah, siendo así la primera mujer en ocupar dicho cargo.
En 2019 es electa diputada local a la LXIV Legislatura del Congreso de Tamaulipas por el Distrito local 22 que comprende el sur de Tampico, por el Partido Acción Nacional.
En 2021 obtuvo la nominación del PAN como candidata a diputada federal por el distrito 8 de Tamaulipas (comprende Tampico y Ciudad Madero) para la LXV Legislatura de la Cámara de diputados, logrando la victoria frente a Eduardo Hernández Chavarria, candidato por la coalición Juntos Hacemos Historia, Georgina Barrios González por el Partido Revolucionario Institucional, y cinco candidatos más. El 10 de junio de 2021 recibió la constancia de mayoría relativa por parte del INE.

### Diputada federal en la LXV Legislatura
A partir del 1 de septiembre de 2021 es diputada federal en la LXV Legislatura del Congreso de la Unión, siendo nombrada como presidenta de la Comisión de Asuntos Migratorios e integrante de Derechos Humanos y Pesca. También ha participado en la Comisión de Presupuesto y Cuenta Pública. 
En el mes de noviembre de 2023, manifestó abiertamente su aspiración a gobernar la ciudad y puerto de Tampico para el periodo 2024-2027.

### Candidata a la alcaldía de Tampico
El 2 de marzo de 2024 es nombrada por la Comisión Permanente Estatal de Tamaulipas del Partido Acción Nacional como su candidata para la alcaldía de Tampico para las elecciones del 2 de junio en coalición con el Partido Revolucionario Institucional.